# Boldklubben AIK Frederiksholm
Boldklubben AIK Frederiksholm (eller forkortet AIK Fr.holm) var en dansk fodboldklub, som var hjemmehørende i den københavnske bydel Valby. Klubben fusioneret med FC Sydhavnen, og grundlagde Boldklubben Frederiksholm Sydhavnen i 2018.

## Klubbens historie
Fodboldklubben blev grundlagt gennem en fuldstændig sammenlægning i 1950’erne af moderklubberne Boldklubben Frederiksholm (forkortet BF, stiftet i 1928) og Arbejdernes Idrætsklub, København (forkortet AIK, stiftet den 11. september 1895). Man fortsatte under det nye sammensatte navn Boldklubben AIK Frederiksholm og med BF's stiftelsesår. Det nye klublogo blev ligeledes en sammensmeltning af moderklubbernes tidligere logoer. Foreningens klubhus var lokaliseret på P. Knudsens Gade 27.
AIK Frederiksholms første deltagelse i DBUs Landspokalturnering kom den 9. august 2007, hvor man imidlertid blev slået ud i 1. runde efter et 1-3 nederlag (1-3 efter første halvleg) mod det bornholmske fodboldsamarbejde Knudsker IF/Rønne IK (placeret i Bornholmsserien). Klubbens reduceringsmål blev scoret af Tommy Andersen efter en halv times spil i første halvleg for små 100 tilskuere på hjemmebanen i Valby Idrætspark.

### Klubbens trænere
- 2005-2007: Tommy Kristiansen
- 2008-2009: Henrik Sundstrup
- 2009-2011 : Thomas Pedersen
- 2011-2013 : Gert Nielsen og Allan Hansen
- 2013-2015 : Allan Hansen
- 2015- : ?

### Klubbens formænd
- 199?-1993: Henrik Imre
- 1993-2008: Carlo Hansen
- 2008-2015 : Anders Tystrup
- 2015- : Allan Mogensen

### Tidligere spillere
- Thomas Thøgersen (mikroput)

## Klubbens resultater

### DBUs Landspokalturnering
De sportslige resultater for klubben i DBU's Landspokalturnering igennem årene:
| Sæson | Runde             | Hjemmebanehold | Resultat               | Udebanehold | Bem. |
| 2007/08 |                   |                |                        |             |      |
| 1. runde | AIK Frederiksholm | 1-3            | Knudsker IF / Rønne IK |             |      |
| Resultat: Efter ordinær spilletid, efs: Efter forlænget spilletid, str: Efter straffespark, Bem.: Bemærkning(er) |                   |                |                        |             |      |

### Bedrifter i Danmarksturneringen
De sportslige resultater for klubbens førstehold i Danmarksturneringen og de lokale serier under KBU igennem årene:
| N. | Række                               | Nr.       | Statistik        | Topscorer                | Bem.               |
| 9 | KBU Serie 4, Pulje 1 (12) 11/12     | 2. plads  | 21-13-1-7 66-46  | Brian Ottosen, 12 mål    | Oprykning          |
| 9 | KBU Serie 4, Pulje 1 (12) 10/11     | 12. plads | 22-4-0-18 34-79  | i/t                      |                    |
| 9 | KBU Serie 4, Pulje 1 (12) 09/10     | 5. plads  | 26-11-4-7 50-40  | i/t                      |                    |
| 8 | KBU Serie 3, Pulje 1 (7) forår 2009 | 11. plads | 13-3-2-8 19-38   | i/t                      | Nedrykning         |
| 8 | KBU Serie 2, Pulje 1 (4) 2008       | 14. plads | 26-0-0-26 20-140 | i/t                      | Nedrykning         |
| 7 | KBU Serie 1, Pulje 1 (2) 2007       | 14. plads | 26-2-2-22 32-110 | Tommy Andersen, 15 mål   | Nedrykning         |
| 7 | KBU Serie 1, Pulje 1 (2) 2006       | 8. plads  | 26-10-4-12 54-63 | Martin Stenkvist, 24 mål |                    |
| 7 | KBU Serie 1, Pulje 1 (2) 2005       | 7. plads  | 26-10-3-13 57-65 | Tommy Andersen, 17 mål   |                    |
| 7 | KBU Serie 1, Pulje 1 (2) 2004       | 6. plads  | 26-11-6-9 82-65  | Danny Hilkøb, 19 mål     |                    |
| 8 | KBU Serie 2, Pulje 1 (4) 2003       | 1. plads  | 26-20-1-5 97-48  | Tommy Andersen, 29 mål   | Vinder / Oprykning |
| 8 | KBU Serie 2, Pulje 1 (4) 2002       | i/t       | i/t              | Tommy Andersen, 32 mål   |                    |
| i/t: Ikke tilgængelig, N.: Rækkens niveau i den pågældende sæson, Nr.: Slutplacering, Bem.: Bemærkning(er) |                                     |           |                  |                          |                    |

### Klubbens hold i rækkerne
Tekst mangler, hjælp os med at skrive teksten

## Ekstern kilde/henvisning
- AIK Frederiksholms officielle hjemmeside Arkiveret 19. juli 2007 hos  Wayback Machine

| Fodbold | Spire Denne artikel om en dansk fodboldklub er en spire som bør udbygges. Du er velkommen til at hjælpe Wikipedia ved at udvide den. |